# 165e division d'infanterie (Allemagne)
La 165e division de réserve (en allemand : 165. Reserve-Division ou 165. ResDiv.) est une des divisions de réserve de l'armée allemande (Wehrmacht) durant la Seconde Guerre mondiale.

## Historique
- 22 octobre 1939 : Formation de la division à Ulm dans le Wehrkreis V, en tant que division de l'Armée de remplacement sous le nom de Kommandeur der Ersatztruppen 2./V
- 3 novembre 1939 : L'état-major est déplacé à Olomouc dans le Protectorat de Bohême-Moravie
- 10 novembre 1939 : L'état-major prend le nom de 165. Division
- 16 janvier 1940 : L'état-major prend le nom de Division Nr. 165
- 12 juillet 1941 : La division est transférée sur le territoire français dans la région d'Épinal. Cette division est utilisée pour sécuriser la ligne de démarcation.
- 4 octobre 1942 : Avec son reclassement en armée de réserve, la division prend le nom de 165. Reserve-Division
- 15 mai 1944 : La division est dissoute et son état-major est utilisé pour former la 70. Infanterie-Division.

## Organisation

### Commandants
| Date                              | Grade           | Commandant                                  |
| --------------------------------- | --------------- | ------------------------------------------- |
| 1er mai 1941 - 4 octobre 1942     | Generalleutnant | Siegmund Freiherr von Schacky auf Schönfeld |
| 4 octobre 1942 - 1er février 1944 | Generalleutnant | Siegmund Freiherr von Schacky auf Schönfeld |
| 1er février 1943 - 21 mai 1944    | Generalleutnant | Wilhelm Daser (en)                          |

## Théâtres d'opérations
- Allemagne : mai 1941 - juillet 1941
- France et Pays-Bas : juillet 1941 - mai 1944

## Ordres de bataille
Octobre 1942
- Reserve-Grenadier-Regiment 205
- Reserve-Grenadier-Regiment 215
- Reserve-Grenadier-Regiment 260
- Reserve-Artillerie-Regiment 5
- Radfahr-Schwadron 1065
- Panzerjäger-Kompanie 1065
- Nachrichten-Kompanie 1065
- Sanitäts-Kompanie 1065
- Kranken-Kraftwagenzug 1065
- Werkstattzug 1065
- 1. kl. Kw. Kolonne 1065
- 2. kl. Kw. Kolonne 1065
- le. Fahrkolonne 1065
- Divisionsnachschubführer 1065

Août 1941
- Infanterie-Ersatz-Regiment 205
- Infanterie-Ersatz-Regiment 215
- Infanterie-Ersatz-Regiment 260
- Artillerie-Ersatz-Abteilung 5
- Artillerie-Ersatz-Abteilung 61

Septembre 1940
- Infanterie-Ersatz-Regiment 5
- Infanterie-Ersatz-Regiment 78
- Infanterie-Ersatz-Regiment 205
- Artillerie-Ersatz-Regiment 5
- Pionier-Ersatz-Bataillon 5
- Kraftfahr-Ersatz-Abteilung 5
- Kraftfahr-Ersatz-Abteilung 25

Mars 1940
- Infanterie-Ersatz-Regiment 78
- Infanterie-Ersatz-Regiment 205
- Infanterie-Ersatz-Regiment 215
- Infanterie-Ersatz-Regiment 260
- Artillerie-Ersatz-Regiment 5
- Pionier-Ersatz-Bataillon 35
- Fahr-Ersatz-Abteilung 5
- Kraftfahr-Ersatz-Abteilung 25